# 範玄
範玄（はんげん、保延3年（1137年） - 正治元年6月1日（1199年6月25日））は、平安時代末期から鎌倉時代初期の真言宗の僧侶・歌人。藤原為業の子で、姉妹に三河内侍がいる（範玄の娘とする説もある）。
久安5年（1149年）頃に興福寺の覚珍の元に弟子入りし、その没後は同寺の玄縁の門人となった。嘉応2年12月30日（1171年2月6日）には法橋に叙され、承安3年（1173年）に権律師に任ぜられた。この頃に後白河法皇の信任を得て、その意向によって興福寺一乗院の院主に任ぜられ、安元元年（1175年）に元興寺別当になる。
ところで、本来摂関家の子弟が独占していた一乗院の院主に範玄が任命されたのは、承安3年に発生した興福寺衆徒の多武峰焼討事件をきっかけに院権力が興福寺への介入を強めようとした結果と考えられている。だが、これに反発する興福寺の衆徒は反範玄の動きを強め、身の危険を感じた範玄は治承元年6月1日（1177年6月28日）に院を逐電し、7月16日には反対派の衆徒が範玄の住房を破壊した。この反対派の動きは摂関家の支持を背景にしたものであったが、範玄を支持する衆徒も存在したため事態は緊迫した。これに対して朝廷は8月16日に範玄を一乗院院主と元興寺別当を解任し、権律師の地位を剥奪した。だが、翌治承2年（1178年）3月に行われた雷別社歌合には追われている筈の範玄が参加し、10月には権律師に復帰、治承3年（1179年）3月には権少僧都に進んだ。その後、以仁王の挙兵に関与した疑いで治承4年8月17日（1180年9月8日）に権少僧都の解任と所領の没収が行われた。間もなく復帰が許されたものの、この年の12月には平家政権の南都焼討によって興福寺が焼失している。その後遅くても養和元年（1181年）までに法眼に叙せられたものの、寿永2年12月4日（1184年1月18日）には今度は法住寺合戦に関連して源義仲（木曽義仲）の要求によって解任され、義仲没落後の元暦元年5月21日（1184年6月30日）に復帰している。文治元年1月13日（1185年2月14日）には権大僧都に任ぜられ、文治4年5月28日（1188年6月24日）には法印に叙せられている。度々の失脚にもかかわらず範玄が復帰できた背景には、後白河法皇による各種の仏事における導師としての参仕や円勝寺・蓮華王院などの法皇ゆかりの修理事業などに深く関わってその信任が篤かった他に彼が興福寺の衆徒の中に自派を拡大させてきたことによる。この時期になると、興福寺の再建問題をきっかけとしてかつて反範玄派衆徒を支持してきた摂関家の九条兼実と範玄が急速に接近するようになった。
文治5年5月28日（1189年7月13日）に興福寺権別当、建久2年8月27日（1191年9月17日）に法隆寺別当、建久6年12月25日（1196年1月26日）に興福寺別当に補任され、南都仏教界の中心的存在となった。後白河法皇崩御後もその権力は衰えず、建久9年（1199年）3月に権僧正に任ぜられたが、同年11月に興福寺と和泉守平宗信の対立に際し、後鳥羽上皇は範玄の子・玄俊を興福寺の衆徒を扇動したとして佐渡に配流する。その直後の12月に範玄は権僧正と興福寺別当を「中風」を理由として辞任して籠居した。範玄の辞任は玄俊の件による責任の追及とそれに伴う健康悪化にあった可能性が高い。それから半年後に没した。
歌人としても優れており、『千載和歌集』に4首、『続後撰和歌集』に1首採録されている。また、自房でも歌合を開き、京都・奈良両方の歌壇で主導的な役割を果たした1人でもあった。